# 甘吉布勒姆县

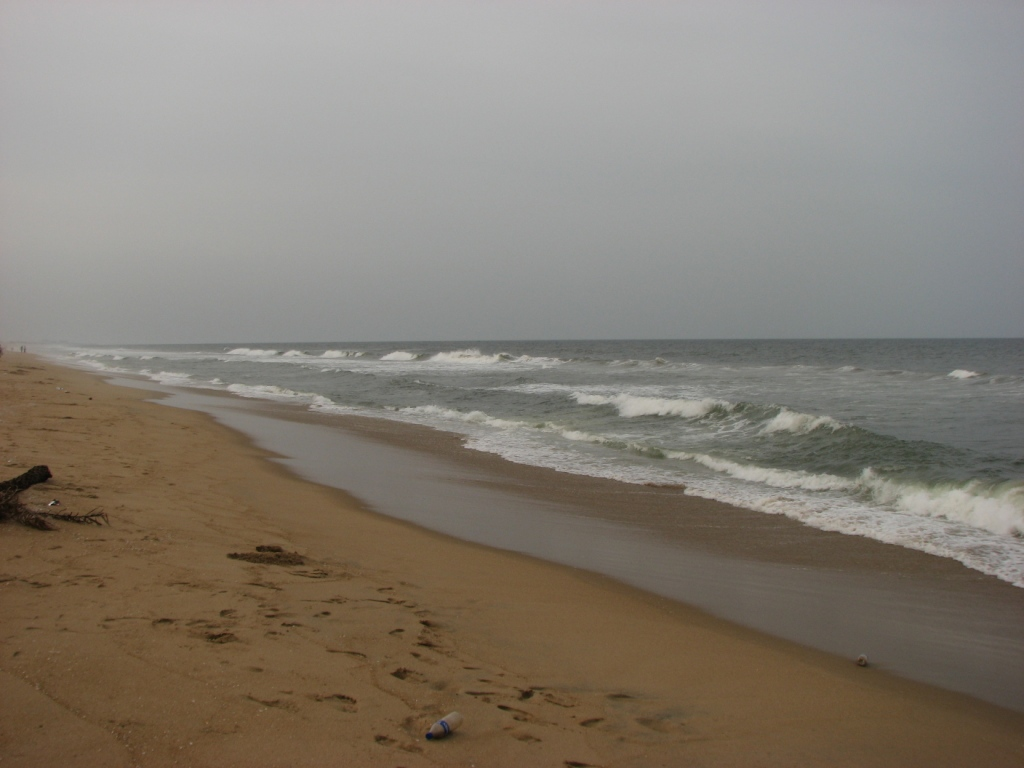

甘吉布勒姆县在泰米爾納德邦的位置

甘吉布勒姆县（Kanchipuram district）是印度泰米爾納德邦的一個縣，位於該國南部，面積4,393平方公里，每年平均降雨量1,213毫米，識字率為67.84%，2011年人口3,990,897，人口密度每平方公里908人。

## 外部連結
- Kanchipuram district（页面存档备份，存于）
- AllLocale.com Website for every neighbourhood in Tamil Nadu and Kanchipuram
- Mamallapuram- a photoblog